# Délorazépam
Le délorazépam, également connu sous le nom chlordesméthyldiazépam, est un médicament anxiolytique de la famille des benzodiazépines et un métabolite actif du diclazépam appelé également chlorodiazépam.
Il a beaucoup de ressemblance avec le lorazépam sauf qu'à sa différence, il n'a pas de groupement hydroxy (-OH) en position 3 du cycle diazépine, ce qui se traduit par un effet similaire au lorazépam, c'est-à-dire fortement anxiolytique avec des effets amnésiants prononcés mais du fait de l’absence du groupement hydroxy il a une demi-vie plus longue, c'est-à-dire qu'il agit plus longtemps.
Il est commercialisé en Italie sous le nom de Dadumir.